# Ricania speculum
Ricania speculum (Walker), 1851 è un rincota appartenente alla famiglia Ricaniidae diffuso principalmente in Cina, Indonesia, Giappone, Corea, Filippine, Vietnam e Italia. Trattasi di una specie infestante che danneggia le piantagioni sia direttamente che indirettamente per via della possibile trasmissione di virus e tossine nocive per le piante.

## Habitat
L'insetto vive ad altitudini medio-basse e predilige ambienti scuri. R. speculum è una delle principali specie infestanti di diversi tipi di piante tra cui meli, palme da olio, piante da caffè e piante del genere Citrus, anche se solitamente non è riportato tra le specie più pericolose per le piantagioni.

## Descrizione

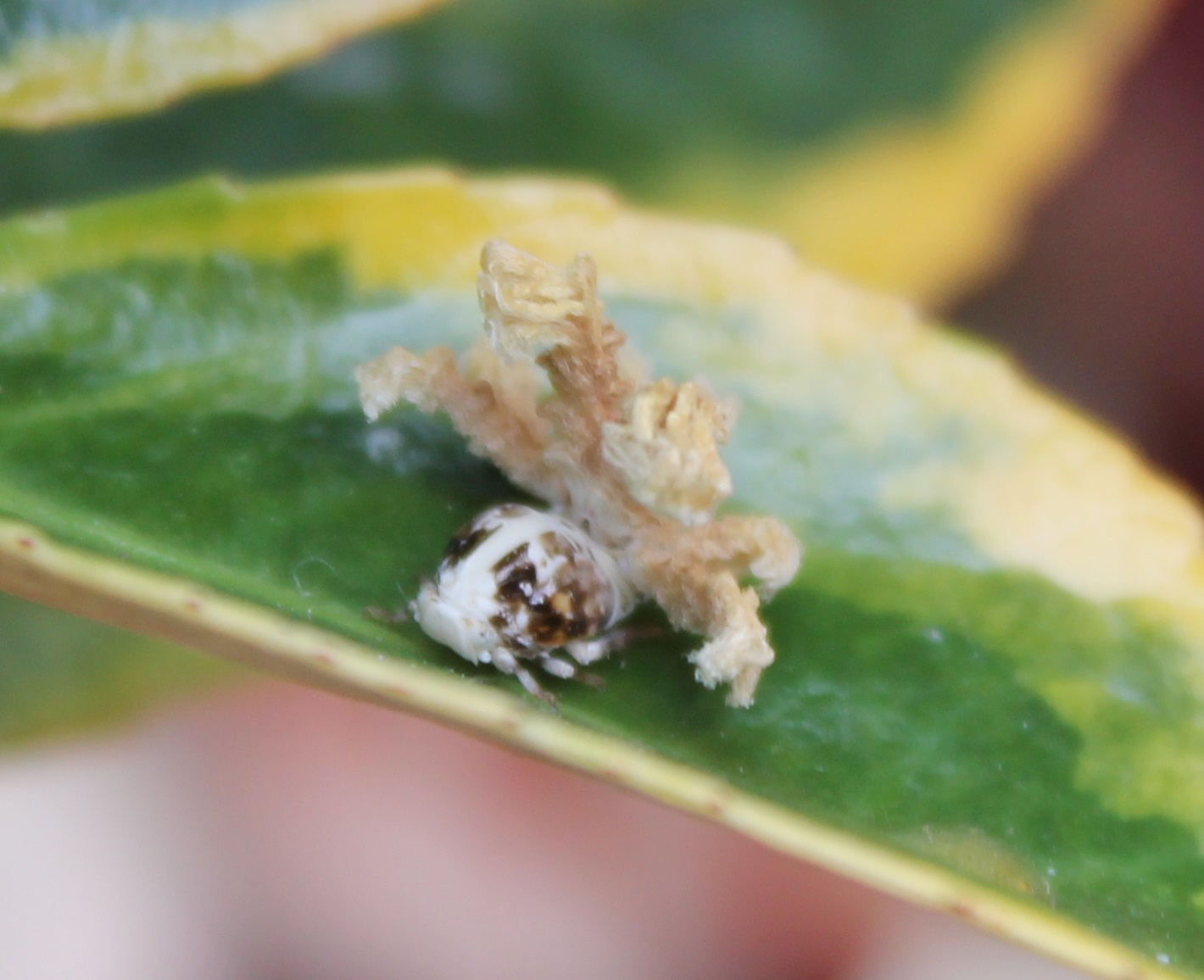
Esemplare di R. speculum allo stadio di ninfa.

L'esemplare adulto è di colore bruno, lungo circa 8 mm e con un'apertura alare di circa 18 mm. Sulle ali presenta delle chiazze trasparenti. Dopo la morte assume una colorazione più scura. Caratteristico è l'aspetto della ninfa che presenta delle strutture cerose sull'addome simili a delle piume disposte a coda di pavone. L'insetto è un discreto saltatore.

## Biologia
L'insetto si nutre della linfa che succhia dalle foglie delle piante ospiti causandone la morte.
Il ciclo riproduttivo di R. speculum prevede una singola generazione all'anno. Le uova svernano nella corteccia dei rami in attesa della schiusa primaverile.